# Норвезький топкнот
Норвезький топкнот, або норвезька карликова камбала, або норвезький топнот (Phrynorhombus norvegicus) — вид променеперих риб з родини калканових (Scophthalmidae) підряду камбалоподібних. Єдиний вид роду Phrynorhombus.
Максимальна довжина тіла норвезького топкнота сягає 12 см. Його тіло вкрито з обох сторін шорсткою лускою. Спинний плавець починається над верхнім оком. Живуть у Північно-східній Атлантиці від Ісландії і Мурманська до Біскайської затоки. Зустрічаються на глибині від 10 до 200 м на кам'янистих грунтах. Харчуються дрібною рибою та безхребетними. Нерест проходить з квітня по липень. Вид знаходиться в безпеці, не є об'єктом промислу.